# Verlorener Sohn

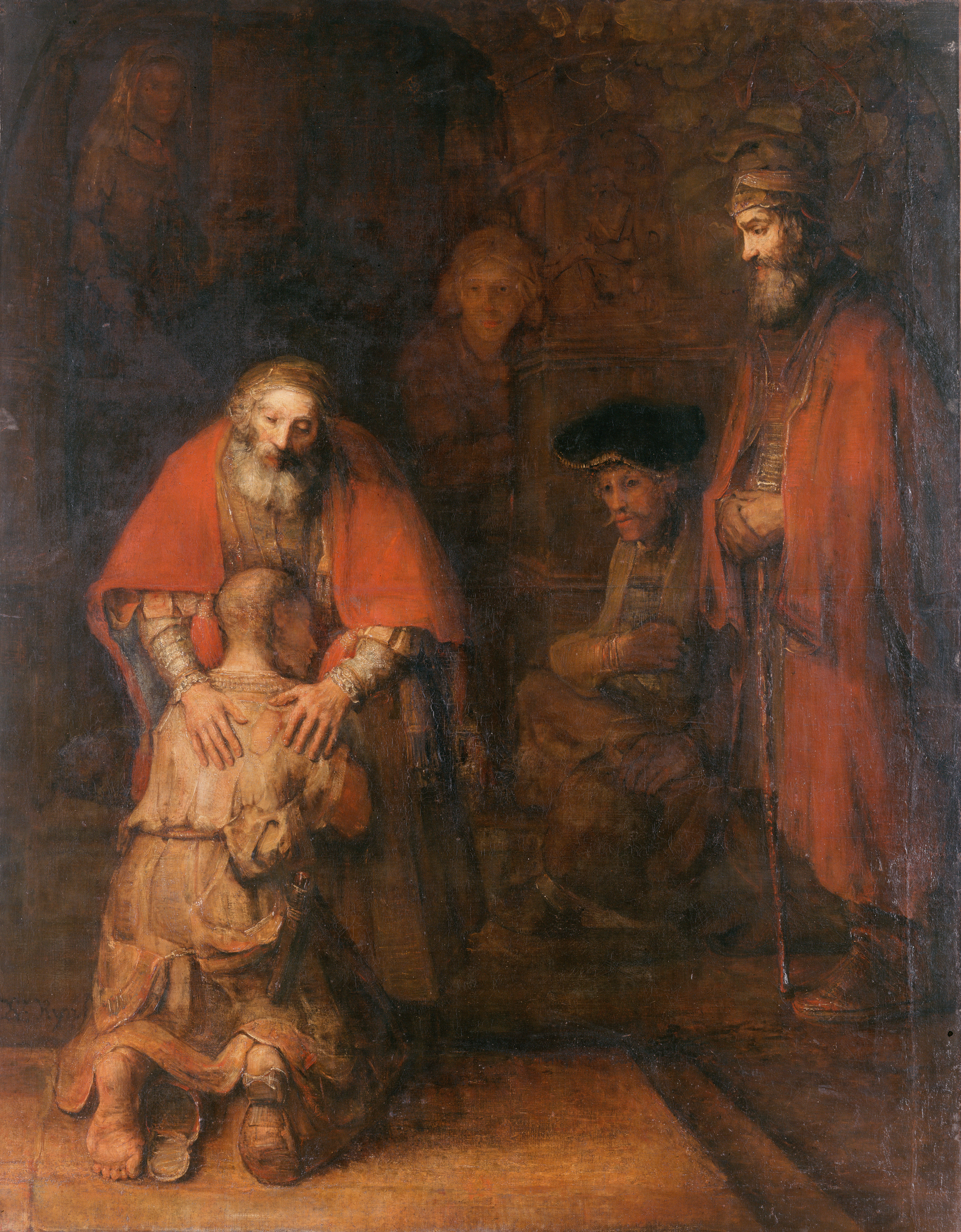
Die Rückkehr des verlorenen Sohnes, Gemälde von Rembrandt

Das biblische Gleichnis vom verlorenen Sohn ist ein gemäß dem Lukasevangelium (15,11–32 ) von Jesus erzähltes Gleichnis, das sich in einer Reihung von insgesamt drei Gleichnissen mit verwandtem Thema befindet und zum lukanischen Sondergut gehört. In neueren Übersetzungen wird es auch als „Gleichnis von den beiden Söhnen“ bzw. „Von der Liebe des Vaters“ bezeichnet.

## Handlung

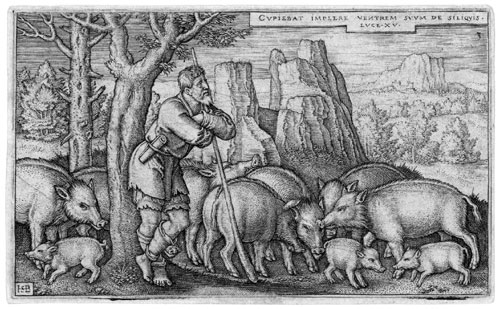
Sebald Beham: Der verlorene Sohn als Schweinehirt

Der jüngere Sohn verlangt von seinem Vater schon vor dessen Tod sein Erbe. Sobald er es erhalten hat, zieht er fort und verprasst das Geld im Ausland. Zum Bettler herabgesunken, arbeitet er als Schweinehirte und hungert dabei so sehr, dass er sich reumütig nach dem Haus seines Vaters zurücksehnt und sich vornimmt, dem Vater seine Sünde zu bekennen und ihn um eine Stelle als geringer Tagelöhner zu bitten. Als er dann tatsächlich nach Hause zurückkehrt, ist der Vater so froh über die Rückkehr seines Sohnes, dass er ihn kaum ausreden lässt und sofort wieder bei sich aufnimmt. Er kleidet ihn festlich ein und veranstaltet ein großes Fest.
Als sich der ältere Sohn, der dem Vater die ganze Zeit über treu gedient hat, über das Verhalten des Vaters beklagt, entgegnet dieser: „Mein Kind, du bist immer bei mir, und alles, was mein ist, ist auch dein. Aber jetzt müssen wir uns doch freuen und ein Fest feiern; denn dein Bruder war tot und lebt wieder; er war verloren und ist wiedergefunden worden“ (Lk 15,31 ).

## Kontext und Bedeutung
Das Gleichnis bildet den Abschluss und Höhepunkt einer Reihe von drei Gleichnissen „vom Verlorenen“, die der Evangelist Lukas zusammengestellt hat. Die beiden anderen Gleichnisse vom verlorenen Schaf (Lk 15,3–7 ) und vom verlorenen Geldstück (Lk 15,8–10 ) vergleichen das Reich Gottes ebenfalls mit einer Person, die große Freude über das Wiederfinden eines zuvor verlorenen wertvollen Gutes empfindet. Die entsprechende Rolle nimmt hier der „Vater“ ein, der seinen Sohn zurückgewinnt. Die Reihe soll den Vorwurf der Pharisäer und Schriftgelehrten gegen Jesus entkräften, er verkehre unerlaubterweise mit „Sündern und Zöllnern“ (Lk 15,1–3 ). Diese werden hier durch den verlorenen Sohn repräsentiert, während die Kritiker Jesu sich in der Rolle des beim Vater verbliebenen „älteren Sohns“ wiederfinden. Ziel der Darstellung ist die Betonung der besonderen Hinwendung Gottes sowie Jesu selbst zu den „Verlorenen“. Mit diesem Thema „Verlorengehen“ und „Wiedergefundenwerden“ als Metapher für das Verhältnis zwischen Gott und Israel nehmen die drei Gleichnisse ein wesentliches Motiv des Lukasevangeliums auf. Die Einheit mit Gott als dem Vater wird als das eigentliche Lebensziel beider Söhne dargestellt.

## Sozialgeschichtlicher Hintergrund
Das Gleichnis wird vor dem Hintergrund rechtlicher Verhältnisse seiner Zeit erzählt. Geht man vorsichtig davon aus, dass das Gleichnis in Galiläa erzählt wurde, so gilt hierfür jüdisches und nicht römisches Recht. Die Tora sieht vor, dass bei zwei Söhnen der ältere zwei Drittel des Vermögens, der jüngere ein Drittel des Vermögens bekam. Das Gleichnis vom Verlorenen Sohn wird als Quelle herangezogen, um zu verstehen, wie diese Toravorschrift im 1. Jahrhundert angewandt wurde. Jüngere Söhne hatten wahrscheinlich die Möglichkeit, sich ihren Erbteil auszahlen zu lassen, um damit im Ausland eine Existenz zu gründen. Ob eine Bitte um Auszahlung zu Lebzeiten des Vaters anstößig war, ist in der Forschung umstritten.
Dass der in der Fremde in Not geratene Sohn keine Glaubensgenossen findet, sondern sich an einen Bürger des fremden Landes wenden muss, macht deutlich, wie weit er sich von seiner Heimat entfernt hat. Jüdische Gemeinden verfügten auch in der Diaspora über ein eigenes Armenfürsorgesystem. Seine gezwungenermaßen angenommene Tätigkeit als Schweinehirt, eine für jüdische Hörer unsägliche Aufgabe, macht ihm ein religiöses Leben als Jude schon wegen der Unreinheit dieser Tiere unmöglich. Die Johannisbrotschoten, die er in seiner Not gern gegessen hätte, galten als Brot der Armen.
Bei der Rückkehr zeigen der Kuss und die Umarmung, dass der Vater dem Sohn „auf Augenhöhe“ begegnet. Das Obergewand steht für die Wiederaufnahme des jüngeren Sohnes in die Familie. Der (Siegel-)Ring gibt ihm die Vollmacht, auch rechtlich im Namen der Familie zu handeln. Die Schuhe waren Erkennungszeichen eines freien Mannes – Sklaven gingen barfuß. Innerbiblisch klingt Josefs Freilassung aus dem ägyptischen Gefängnis an (Gen 41,42 ).
Schließlich lässt der Vater ein gemästetes Kalb schlachten, um die Rückkehr des Sohnes in besonders festlicher Weise zu feiern, was sein großes Wohlwollen zum Ausdruck bringt und den außerordentlich freudigen Anlass unterstreicht.

## Wirkungsgeschichte

### Religiöse Exegese

#### Kirchenväter
Von Anfang an war dieses Gleichnis ein beliebter Predigttext. Die älteste erhaltene Predigt, die es behandelt, stammt von Clemens von Alexandria aus dem 2. Jahrhundert. Weitere Predigten sind von Athanasius, Augustinus von Hippo und Johannes Chrysostomos erhalten.
In der allegorischen Auslegung, die bestimmte frühchristliche Schulen (etwa die alexandrinische) pflegten, wurde beispielsweise das Kleid zur Gerechtigkeit Christi umgedeutet und mit Jes 61,10  in Verbindung gesetzt („Er hat mich mit dem Mantel der Gerechtigkeit gekleidet“); der Ring wird zum „Siegel des Heiligen Geistes“; die Schuhe versinnbildlichen die Fähigkeit, auf den Wegen Gottes zu wandeln.
Augustinus von Hippo sah sich selbst in der Rolle des verlorenen Sohns, der erst ein ausschweifendes Leben in der Fremde führte und dann zu Gott heimkehrt. Der Catena aurea des Thomas von Aquin zufolge sah Augustin in dem „Bürger jenes Landes“ einen „gewissen Fürsten der Lüfte, der zu den Heerscharen des Teufels gehört“, und in den Schweinen unreine Geister, die diesem unterstellt sind.
Schon früh kursierten antijudaistische Auslegungen, die die negativ besetzte Figur des „älteren Sohnes“ mit dem Judentum identifizierten. Bereits Kyrill von Jerusalem zufolge sagen manche, der ältere Sohn sei Israel nach dem Fleisch, aber der jüngere die Menge der Heiden. Im Mittelalter wurde diese Deutung auch für die bildende Kunst stilprägend.

#### Orthodoxe Tradition
Die Orthodoxen Kirchen feiern den zweiten der vier Sonntage der Vorfastenzeit als den Sonntag des Verlorenen Sohns.

#### Moderne
Johannes Paul II. legt das Gleichnis in seiner Enzyklika Dives in misericordia (Über das göttliche Erbarmen) aus.

### Darstellungen in der Kunst

#### Darstellungen in der Malerei

Max Beckmann: Verlorener Sohn (1949).

Die Darstellung Verlorener Sohn in Bourges aus dem 13. Jahrhundert zählt zu den ältesten Glasmalereien dieses Motivs. Das Werk Die Heimkehr des verlorenen Sohnes, das Rembrandt in seinem Todesjahr malte, zeigt die Ankunft des Sohnes nach seiner Reise wieder beim Vater.
Im amerikanischen Exil malte Max Beckmann 1949 einen verlorenen Sohn, der einen Verzweifelten zwischen Frauen zeigt. Das Bild hängt heute im Sprengelmuseum in Hannover. Ein Beispiel für die Umsetzung in Glas ist die auf vier Glasfenster aufgeteilte Erzählung in der Frankfurter Lukaskirche (1953/56) von Gisela Dreher-Richels und Gerhard Dreher. Eine ebenfalls moderne Darstellung findet sich am Hildesheimer Bugenhagenbrunnen.

#### Darstellungen in der Literatur
Zu den frühen Bearbeitungen des Motivs gehört die lateinische Schulkomödie Acolastus (1529) des niederländischen Autors Wilhelm Gnapheus und die humanistische Studentenkomödie Studentes (1545) von Christoph Stummel. Dem folgten die Studentenkomödien Cornelius Relegatus (1600) von Albert Wichgreve und Surge (1647) von Jacob Chronander.
Komödien auf Deutsch Vom verlorenen Sohn dichteten Burkard Waldis (1527), Johannes Ackermann (1537), Johannes Salat (1537), Jörg Wickram (1540), Hans Sachs (1557) und Nikolaus Loccius (1619). Unter den Komödien der „englischen Komödianten“ scheint die Vom verlornen Sohn (1620) besonders beliebt gewesen zu sein, ebenso das frühneuenglische Drama The Disobedient Child (1560) von Thomas Ingeland.
Das Gleichnis wurde von den älteren deutschen Dichtern in kleineren Erzählungen vielfach moralisierend angewendet und ausgeschmückt. Als Nebenmotiv findet es sich beispielsweise bei Johanna Spyri am Ende des ersten Heidi-Bands.
1907 veröffentlichte der französische Literatur-Nobelpreisträger André Gide die Erzählung Die Rückkehr des verlorenen Sohnes (Le Retour de l’enfant prodigue), in dem er das Thema individualistisch-emanzipatorisch abwandelt.
Franz Kafkas Parabel Heimkehr (1920) nimmt das Motiv auf.
1998 veröffentlichte Hans-Ulrich Treichel seinen Nachkriegsroman Der Verlorene.

#### Darstellungen in der Musik
Angeregt von Sergei Pawlowitsch Djagilew entstand 1928 das Ballett „Der verlorene Sohn“ op. 46 von Sergei Sergejewitsch Prokofjew.
Der britische Komponist Benjamin Britten schuf die 1968 uraufgeführte Kirchenoper The Prodigal Son. Das Libretto dazu stammt von William Plomer.
Der Song Prodigal Son der britischen Rockband The Rolling Stones vom Album Beggars Banquet (1968) behandelt das Gleichnis vom verlorenen Sohn, ebenso wie der gleichnamige Song vom Album Killers der britischen Heavy-Metal-Band Iron Maiden (1981).
Das Titelstück des Albums The Good Son von Nick Cave and the Bad Seeds (1990) erzählt die Geschichte aus der Sicht des „guten Sohnes“, der zu Hause blieb.
1983 wurde posthum The Prodigal Son von Keith Green von seiner Witwe Melody veröffentlicht, es hätte Teil einer Rockoper werden sollen.
Das Gleichnis ist auch Thema des Kindermusicals Der verlorene Sohn von Dagmar Heizmann-Leucke und Klaus Heizmann, erschienen im Musikverlag Klaus Gerth (1999).
Von Christiane Michel-Ostertun gibt es ein Oratorium mit szenischen Elementen "Das Gleichnis vom verlorenen Sohn", Uraufführung am 22. Mai 2022 in Ludwigshafen.

#### Theater
Im Jahr 1560 erschien mit The Disobedient Child (Das ungehorsame Kind) ein Schauspiel des Studenten Thomas Ingelend aus Cambridge.

#### Darstellungen im Film
Im Jahr 1934 drehte Luis Trenker seinen Film Der verlorene Sohn (Südtirol – New York – Südtirol).